# Оричи
О́ричи — посёлок городского типа в Кировской области России, административный центр Оричевского района, образует Оричевское городское поселение.
Расположен в 40 км к юго-западу от областного центра — города Кирова. Площадь посёлка Оричи, по неуточненным данным, составляет от 10 до 12 квадратных километров.  Через Оричи проходит железнодорожная линия Котельнич — Киров Транссиба.

## История
Предтечей нынешнего посёлка Оричи стал починок Ивашки Таланкина. В 1678 году «Переписная книга посадских дворов города Орлова и дворов в волостях» М. Воейкова и Ф. Прокофьева отмечали в починке 9 дворов, в четырёх из них имелось по две избы с одной оградой. В 13 домах, таким образом, проживало 18 семей. Заносились в переписную книгу только души мужского пола, которых было 49, в том числе детей 24. Семьи были молодые, недавно обосновавшиеся на новом месте. Если учесть, что и женская половина населения обычно равна мужской, то в починке было порядка 100 жителей.
В течение последующих двух веков починок не только не получил никакого развития, но и едва ли не наполовину лишился своих жителей. Это подтверждается материалами проводившейся в уезде в 1885 году подворной описи населения. В описи той имеет он и другое название, приведённое в скобках, — Оричи. Так он стал называться в связи с переводом в разряд деревень. Оричи в 1885 году насчитывали всего 5 дворов, а душ обоего пола 41.
Оричане владели 63 десятинами пашни, имели 5 лошадей и 12 коров. Среди жителей были двое грамотных. Кроме земледелия, занимались подсобными промыслами — был один крендельщик, а четверо мужиков ходили на Тобол бурлачить. Неподалёку проходила трактовая дорога из Орлова на Коршик, а за околицей деревни стояла этапная изба. В ней отдыхали и ночевали арестанты, следовавшие под конвоем на поселение в Сибирь. В округе появилось много других деревень, что не были отмечены в переписи 1678 года.
Новая жизнь для Оричей настала в связи со строительством железной дороги из Вятки в Петербург. Вопрос этот решался не просто. Орловское уездное земское собрание дважды ходатайствовало перед губернским собранием, чтобы эта дорога проходила через город Орлов. В Вятке с этим согласились. Однако после изыскательных работ министерство путей сообщения утвердило строительство железной дороги не через Орлов, а через Котельнич. Строительство железнодорожной линии по указу императора Николая II было начато в 1902 году, а пуск её в эксплуатацию состоялся 15 ноября 1906 года. Дорога сразу внесла оживление в экономику края. Появилась возможность заработка как за счёт транспортных услуг, так и торгового обслуживания. Это заставило жителей деревни переселиться ближе к станции. Сюда поехали наиболее предприимчивые жители из других деревень. Дома ставили один возле другого примерно по линии сегодняшней улицы Колхозной, только ближе к бывшему кинотеатру. Получилась деревня-односторонок, только так теперь Оричи не называли, а именовали станцией.
По переписи 1926 года в Оричах проживало 24 хозяйства, в которых было 75 человек, и 17 хозяйств служащих станции — 60 человек. А через три года, когда проходило районирование, поселок стал центром вновь образованного Оричевского района. Началось строительство жилья, административных зданий.
После войны развитие Оричей активизировалось. Были построены маслозавод, Кировская машиноиспытательная станция, районное отделение «Сельэлектро», станция защиты растений, районное отделение «Сельхозхимия». Выросли темпы строительства жилья. Многоквартирные дома с удобствами строили для своих работников предприятия.
С 1960 года Оричи имеют статус поселка городского типа. Это также подстегнуло местное. Была открыта гостиница на 40 мест, здание базы Оричевского райпотребсоюза, начал работать широкоэкранный кинотеатр «Юность» на 200 мест. Кроме того, велись работы по озеленению поселка. На пустыре по улице Молодой Гвардии был заложен сквер с более 2 тысячами кустарников. 
Однако в райцентре все еще не было асфальта. По словам местных жителей, стояла такая грязь, что застревали трактора. На одной из улиц определили дежурить большой трактор, чтобы тот при случае вытаскивал застрявшую технику. В 1965 году началось асфальтирование. По сути, первую дорогу Оричей местные жители выложили своими руками: по субботам мужчины разбивали камни, а женщины таскали их на носилках.
В наше время развитие поселка продолжается. Были открыты новые корпуса сельскохозяйственных предприятий, запущен новый железнодорожный вокзал.

## Население
| 1959  | 1970  | 1979  | 1989  | 2002  | 2009  | 2010  | 2012  | 2013  | 2014  |
| ----- | ----- | ----- | ----- | ----- | ----- | ----- | ----- | ----- | ----- |
| 2580  | ↗4668 | ↗7193 | ↗9915 | ↘8050 | ↗8116 | ↘7962 | ↘7723 | ↘7656 | ↘7490 |
| 2015  | 2016  | 2017  | 2018  | 2019  | 2020  | 2021  |       |       |       |
| ↗7584 | ↘7496 | ↘7492 | ↘7351 | ↘7237 | ↘7128 | ↗7437 |       |       |       |

## Экономика
- Оричевское районное потребительское общество (складские и заготовительные услуги, хлебобулочные изделия, общественное питание, торговля.
- Ряд частных лесозаготовительных предприятий.
- Мебельная фабрика «Оричанка».
- Кировская зональная машиноиспытательная станция.

## Транспорт
В населённом пункте расположена одноимённая железнодорожная станция на линии Киров — Котельнич, открытая в 1906 году.

## Связь
По данным с официальных сайтов мобильных операторов в пгт. Оричи присутствуют пять мобильных операторов: МТС, Билайн, Мегафон, Теле2. Три из которых имеют широкую зону покрытия технологии 3G, 4G. Кроме мобильного интернета, работает интернет от Ростелеком по технологиям ADSL (через телефонную линию) и FTTB (оптоволокно).

## Известные жители
Ишутинова, Людмила Валентиновна — советская, российская поэтесса, журналист. Родилась 1 ноября 1950 года в п. Оричи. В 1999 году центральной районной библиотеке присвоено имя  поэтессы Л. В. Ишутиновой.

## Фотогалерея
- Оричевский Арбат
- Часовня преподобного Сергия Радонежского